# Sicus alpinus
Espèce
Sicus alpinus est une espèce d'insectes diptères de la famille des Conopidae. À l'instar de ses consœurs du genre Sicus, S. alpinus est un parasitoïde solitaire dont les larves sont endoparasites de Bourdons. Cette espèce est endémique des Alpes en Europe centrale.

## Description
Sicus alpinus a été décrite en 2002 par Stuke à partir d'un spécimen autrichien. Le mâle est inconnu et il est actuellement impossible de le différencier des espèces S. ferrugineus, S. abdominalis et S. fusenensis.
La femelle est d'une coloration générale brun orangé. Sa tête assez grosse et gonflée, ornée d'antennes orange avec seulement l'arista noir apicalement, est munie d'un front jaune clair et d'un clypeus brun clair entouré par des yeux bruns. Ses labium et proboscis sont noirs. Son thorax est marron orange avec quelques zones noires. Il est complètement recouvert d'une poudre blanche ou dorée ainsi que de soies noires régulières. Les pattes, également recouvertes de soies noires, sont d'une couleur brun orangé et munies de griffes brun clair. Les ailes translucides, jaunes à leur base et noires à leur bout, mesurent de 7,5 à 9,0 mm de long. Les haltères sont jaune clair. L'abdomen est principalement brun orangé et recouvert de soies noires régulières.
Sicus alpinus diffère des autres espèces de Sicus par la forme caractéristique de la theca chez la femelle : cette espèce a une theca protubérante contrairement à S. ferrugineus. Et à l'inverse de S. abdominalis et S. fusenensis, le champ d'épines de cette structure n'est situé que sur la surface ventrale, parallèlement au surface dorsale du tergite 5.

## Répartition
Cette espèce est endémique des Alpes et est présente en Autriche, Allemagne, France et Slovaquie,. En France, elle est présente en Vaucluse et dans les Alpes-de-Haute-Provence. 
La plupart des publications passées et présentes ne distinguent pas S. alpinus de l'espèce beaucoup plus courante S. ferrugineus, il est alors envisageable que certaines collections comprennent cette espèce sans qu'elle soit mentionnée. De même, sa description étant récente et les recherches systématiques sur le terrain n'ayant été que récemment actualisées, il est probable qu'elle soit présente sur l'ensemble des pays d'Europe centrale dont la Suisse.